# Socket 604
Socket 604 или mPGA604 — основной разъем процессоров Intel Xeon в 2002—2006 годах.
Разработан Intel для серверов и рабочих станций и представляет собой ZIF-разъём с 604 контактами, расположенными в виде полого квадрата. Со стороны процессоров контакт обеспечивают ножки длиной 1,27 мм.
Физически отличался от предшественника Socket 603 присутствием дополнительного 604-го контакта, который только играл роль ключа и электрически ни с чем не соединялся; благодаря этому процессоры для Socket 603 можно использовать с разъёмом Socket 604, но не наоборот.
В то время как процессоры для Socket 603 имели частоту FSB только в 400 МГц, процессоры для Socket 604 могли иметь частоту FSB в 400, 533, 667, 800 и 1066 МГц.
Socket 604 использовался для процессоров Xeon с микроархитектурой NetBurst начиная с ядра Prestonia (2002 год, 130 нм), а также для Xeon с микроархитектурой Intel Core и ядрами Tigerton (2007 год, 65 нм) и Dunnington (2008 год, 45 нм). В настоящее время наиболее мощными процессорами для Socket 604 являются представители семейства Dunnington с четырьмя и шестью ядрами.